# Fabián Basualdo
Fabián Armando Basualdo (Rosario, 26 febbraio 1964) è un ex calciatore argentino, di ruolo difensore.

## Carriera

### Club
Debutta nel 1982 nel Newell's Old Boys, rimanendoci per 6 anni, giocandovi 300 partite. Trasferitosi al River Plate nel 1988, vi rimane per cinque anni, vincendo tre campionati. Nel 1993 torna al Newell's, giocandoci ancora tre anni. Dopo un'esperienza a vari squadre minori argentine come l'Almirante Brown e il Godoy Cruz, si trasferisce al Platense, dove si ritira nel 2000.

### Nazionale
Con la nazionale di calcio argentina ha giocato 29 partite, vincendo due Copa América consecutive, Cile 1991 e Ecuador 1993.

## Palmarès

### Club

#### Competizioni nazionali
- Campionato argentino: 4

Newell's: 1987-1988
River Plate: 1989-1990, Apertura 1991, Apertura 1993

### Nazionale
- Coppa America: 2

Cile 1991, Ecuador 1993
- Confederations Cup: 1

1992

### Individuale
- Equipo Ideal de América: 1

1990